# Liriopes lunaticus
Liriopes lunaticus is een vlokreeftensoort uit de familie van de Caprellidae. De wetenschappelijke naam van de soort is voor het eerst geldig gepubliceerd in 1978 door Arimoto.